# Academia de Arte do Exército de Libertação Popular
Instituto Militar e Cultural da Universidade de Defesa Nacional do Exército de Libertação Popular (chinês: 中国人民解放军国防大学军事文化学院), anteriormente chamado  de Academia de Arte do Exército de Libertação Popular (chinês: 中国人民解放军艺术学院, coloquialmente conhecido como Junyi chinês: 军艺, pinyin: Jūn yì), é um instituto acadêmico da Universidade de Defesa Nacional do Exército de Libertação Popular, localizada no distrito de Haidian, Pequim, China. O Instituto possui um campus, composto por 7 departamentos e 12 especialidades.

## História
Em 1934, o Comitê Central do Partido Comunista da China estabeleceu a Escola de Teatro Gorky em Ruijin, província de Jiangxi, sendo a primeira escola de arte do Exército de Libertação Popular liderado pelo Partido Comunista da China. Em 1938, a Academia de Artes Lu Xun foi estabelecida em Yan'an. Em 1941, o Corpo Esquerdo do Exército da Oitava Rota estabeleceu uma escola de arte militar em Yan'an, referida como Yan'an "Ministério das Artes" em chinês: 部艺, pinyin: bù yì.
Em 18 de setembro de 1960, o Partido comunista chinês instituiu a Academia de Arte do Exército de Libertação Popular em Pequim. A Academia foi extinta durante a Revolução Cultural, em outubro de 1969. Em consequência da queda Gangue dos Quatro dois anos depois em 1978, o sistema organizacional da Academia foi restaurado. A Academia de Arte do Exército de Libertação Popular está vinculada ao Departamento Político Geral do Exército de Libertação Popular. Conforme o "Plano de Ajuste e Reforma do Sistema Acadêmico para Todas as Academias Militares" promulgado pela Comissão Militar Central em 26 de agosto de 1992, a Academia de Arte do Exército de Libertação Popular é uma instituição de nível intermediário com autoridade militar.
Em 2016, no processo de aprofundamento da defesa nacional e das reformas militares, foi extinta sua antiga unidade matriz, o Departamento Político Geral do Exército de Libertação Popular e a escola foram reorganizados no âmbito do Departamento de Formação e Gestão da Comissão Militar Central.
Em 2017, a Academia de Arte do Exército de Libertação Popular foi transferida para a Universidade de Defesa Nacional do Exército de Libertação Popular e mudou seu nome para Instituto Militar e Cultural da Universidade de Defesa Nacional do Exército de Libertação Popular.

## Líderes anteriores

### Academia de Arte do Exército de Libertação Popular
| Reitor 1. Tenente General Liu Zhijian (junho de 1960 a abril de 1965, serviu simultaneamente) 2. Major General Wei Tradition (abril de 1965 a outubro de 1969; fevereiro de 1979 a setembro de 1983) 3. Hu Ke (setembro de 1983 a setembro de 1986) 4. Deng Bin (setembro de 1986 - julho de 1988) 5. Major General Fu Gengchen (agosto de 1992-1995) 6. Major General Qu Cong (1995-1999) 7. Major General Shen Wansheng (abril de 1999 a dezembro de 2003) 8. Major General Lu Wenhu (dezembro de 2003 a novembro de 2008) 9. Major General Zhang Jigang (novembro de 2008-2012) 10. Major General Peng Liyuan (2012 - julho de 2017) Diretor associado - Major General Chen Qitong (junho de 1960 a fevereiro de 1964, serviu simultaneamente) - Major General Wei Tradition (fevereiro de 1964 a abril de 1965) - Shen Dinghua (junho de 1960 a outubro de 1969; fevereiro de 1979 a setembro de 1983) - He Changqing (abril de 1965 a outubro de 1969) - Liu Jia (junho de 1979 a setembro de 1983) - Shi Lemeng (junho de 1979 a setembro de 1984) - Deng Bin (setembro de 1983 a setembro de 1986) - Wei Feng (setembro de 1983 a setembro de 1986) - Zhang Mingfa (outubro de 1985 a outubro de 1986) - Yuan Yubo (setembro de 1986 a junho de 1988) - Yu Wenhuai (setembro de 1986 a junho de 1988) - Major General Qiao Peijuan (julho de 1988 a agosto de 1992) - Coronel Zhu Li (julho de 1988 a março de 1989) - Fan Xiaozhang (abril de 1989 a maio de 1989) - Major General Fu Gengchen (abril de 1989 a agosto de 1992) - Major General Fu Yuchun (agosto de 1990 a março de 1993) - Major General Zhao Ao (agosto de 1992-1996) - Major General Sun Jiabao (agosto de 1992-1996) - Major General Wang Yihan (julho de 1993-1998) - Major General Li Cunbao (agosto de 1996-2005) - Major General Zheng Bangyu (agosto de 1996 a maio de 2003) - Coronel Lu Wenhu (?—Dezembro de 2003) - Coronel sênior Bian Shifa (2003-2004) - Major General Wang Bingcai (dezembro de 1999—?) - Major General Zhang Xueheng (?—?) - Major General Yuan Houchun (?—?) - Major General Zhu Xiangqian (2003-2008) - Major General Leng Bing (2007—?) - Major General Zuo Qing (2007-2017) - Major General Zhang Fang (2009-2017) - Major General Liang Yushi (2009-2017) - Major General Dong Bin (2013-2017, vice-presidente executivo) - Zhang Tingting (2012-2014) - Wang Fengan (2015-2017) | Comissário político 1. Tian Xuecheng (setembro de 1983 a setembro de 1986) 2. Wei Feng (setembro de 1986 a julho de 1988) 3. Major General Shen Yongquan (julho de 1988 a agosto de 1992) 4. Major General Qiao Peijuan (agosto de 1992-1995) 5. Major General Sem informações (1995-1997) 6. Major General Yin Baohong (1997-2005) 7. Major General Xie Lihong (2005 - outubro de 2008) 8. Major General Li Yonglong (2008-2011) 9. Major General Sun Jian (2011-2017) Vice-comissário político - Coronel Lin Gu (junho de 1960 a outubro de 1969; julho de 1979 a setembro de 1983) - Major General Wei Tradition (fevereiro de 1964 a abril de 1965, serviu simultaneamente) - Chen Xinhuo (fevereiro de 1979 a setembro de 1983) - Yuan Yubo (setembro de 1983 a setembro de 1986) - Major General Liu Dawei (1998-2007) - Major General Xie Lihong (?—2005) - Major General Zhang Qiping (período desconhecido) - Major General Ren Hun Sen (?—2013) - Major General Liu Yajun (2013-2017) |

## Instituto Militar e Cultural da Universidade de Defesa Nacional do Exército de Libertação Popular
| Reitor - Zhang Qichao (julho de 2017— atualidade) | Comissário político - Dong Bin (julho de 2017—atualidade) |

## Departamentos
- Departamento de Literatura
- Departamento de Artes
- Departamento de Drama
- Departamento de Música
- Departamento de Dança
- Departamento de Cultura da Tropa
- Departamento de Administração de Literatura

## Ex-alunos notáveis
Observe que o ano da aula indica o ano de entrada, não o ano da formatura.

### Departamento de Dança
- Turma de 1979: Jin Xing
- Turma de 1993: Ma Su[32]
- Turma de 2003: Yang Yang
- Classe desconhecida: Dong Jie[33]

### Departamento de Drama
- Turma de 1979: Liu Peiqi
- Turma de 1999: Yin Tao[34]

- Classe desconhecida: Xu Lu, Wu Gang, Xu Dongdong[35]

### Departamento de Música
- Turma de 2003: Alan Dawa Dolma
- Classe desconhecida: Chen Sisi, Han Hong, Tan Jing

### Departamento de Cultura da Tropa
- Classe desconhecida: Liu Jing

### Departamento desconhecido
- Dai Yuqiang
- Lin Yongjian
- Liu Lili
- Liu Yuanyuan
- Mo Yan[36][37]
- Qian Gang
- Sa Dingding
- Wang Hongwei
- Yan Ni[38]

### Corpo docente notável
- Hu Ke (胡可)
- Peng Liyuan